# Xue Chen
Xue Chen (hanzi: 薛晨; Nanping, 18 februari 1989) is een Chinees beachvolleyballer. Met Zhang Xi werd ze in 2013 wereldkampioen en won ze olympisch brons in 2008. Xue is zesvoudig Aziatisch kampioen en won tweemaal goud bij de Aziatische Spelen. Ze nam deel aan vier edities van de Olympische Spelen.

## Carrière

### 2003 tot en met 2008
Chen begon in 2000 met volleybal en speelde drie jaar later haar eerste internationale beachvolleybaltoernooi. Met Yan Ni werd ze negende bij WK U18 in Pattaya. Het jaar daarop maakte ze haar debuut in de FIVB World Tour met Ren Zhengqing; het tweetal speelde in 2004 drie toernooien. Daarnaast nam ze met Yan deel aan de WK U21 in Porto Santo waar ze als 25e eindigden. In 2005 speelde ze twee wedstrijden met You Wenhui, waarna Xue van 2006 tot en met 2008 voor een eerste maal een duo vormde met Zhang Xi. Xue en Zhang namen in hun eerste jaar deel aan dertien toernooien. Ze boekten twee overwinningen (Shanghai en Phuket) en werden tweemaal tweede (Sint-Petersburg en Warschau). Bij zeven van de negen overige wedstrijden werd de top tien gehaald. Daarnaast wonnen ze de gouden medaille bij de Aziatische Spelen in Doha door het Japanse duo Shinako Tanaka en Eiko Koizumi in de finale te verslaan.

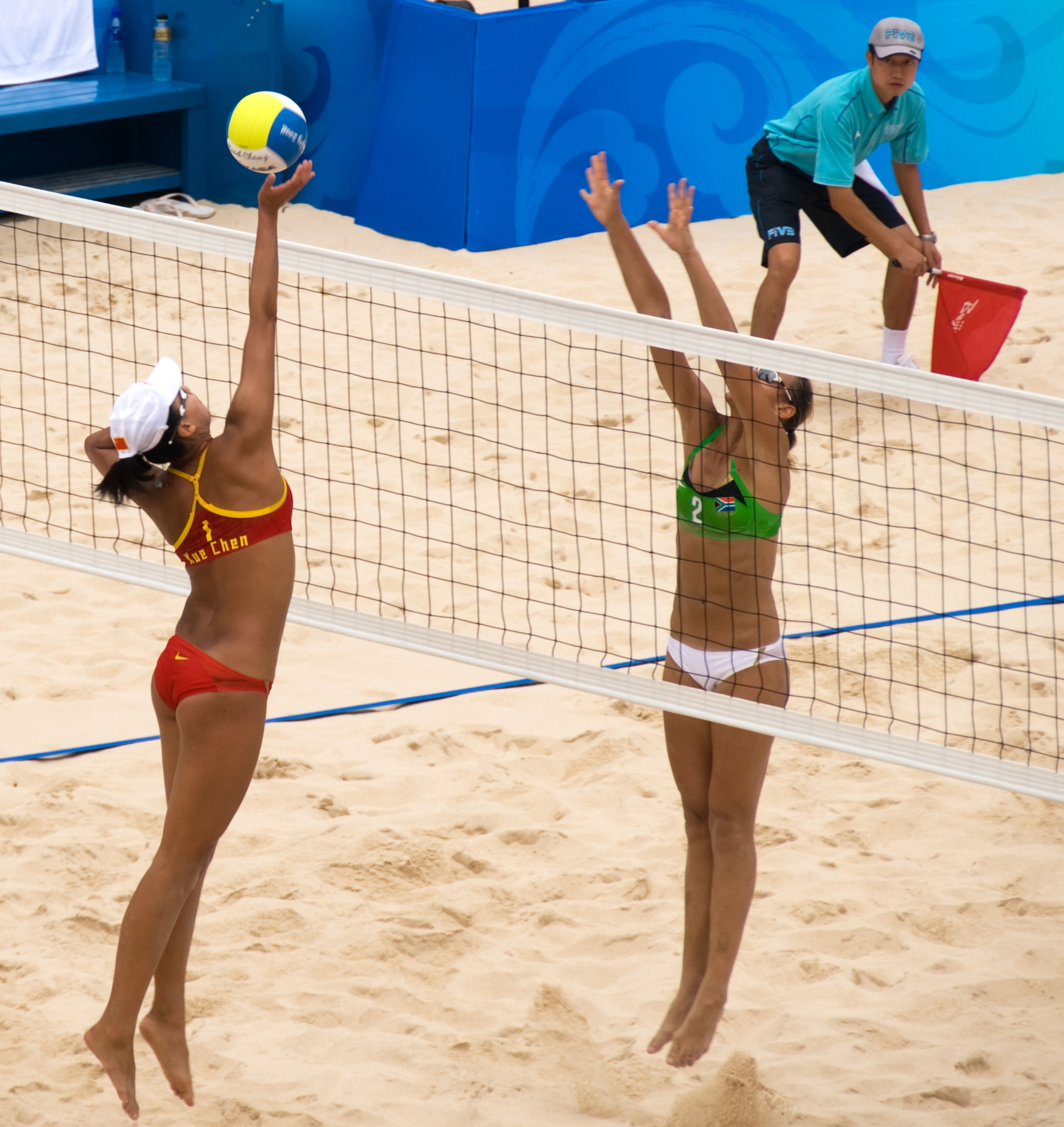
Xue (links) in actie tijdens de Olympische Spelen in Peking (2008)

In 2007 wisten ze in veertien reguliere World Tour-toernooien op een uitzondering na enkel toptienplaatsen te behalen. Het duo eindigde als tweede in Montréal, Marseille en Kristiansand en als derde in Sentosa, Warschau en Åland. Bij de WK in Gstaad bereikten Zhang en Xue de halve finale waar ze werden uitgeschakeld door de latere Amerikaanse wereldkampioenen Kerri Walsh en Misty May-Treanor. Vervolgens verloren ze de wedstrijd om het brons van het Braziliaanse duo Larissa França en Juliana Felisberta da Silva. Het daaropvolgende jaar speelde het duo in aanloop naar de Olympische Spelen in eigen land negen wedstrijden in de World Tour. Ze eindigden tweemaal op de eerste plaats (Seoel en Moskou) en driemaal op de derde plaats (Shanghai, Osaka en Gstaad). In Peking wonnen Zhang en Xue de bronzen medaille ten koste van de Brazilianen Renata Ribeiro en Talita Antunes da Rocha, nadat ze in de halve finale waren uitgeschakeld door hun landgenoten Tian Jia en Wang Jie.

### 2008 tot en met 2013
Na afloop van de Spelen vormde Xue een duo met Zhang Ying. Het tweetal speelde eind 2008 nog twee toernooien in de World Tour. Het jaar daarop bereikten ze bij de WK in Stavanger de achtste finale waar ze verloren Larissa en Juliana. Ze in 2009 verder aan zeven reguliere FIVB-toernooien deel met een zevende plaats in Seoel als beste resultaat. Daarnaast speelde Xue met Ji Linjin twee toernooien en eindigde in Phuket als zevende. Eind 2009 won Xue met Zhang bovendien goud bij de Aziatische kampioenschappen.

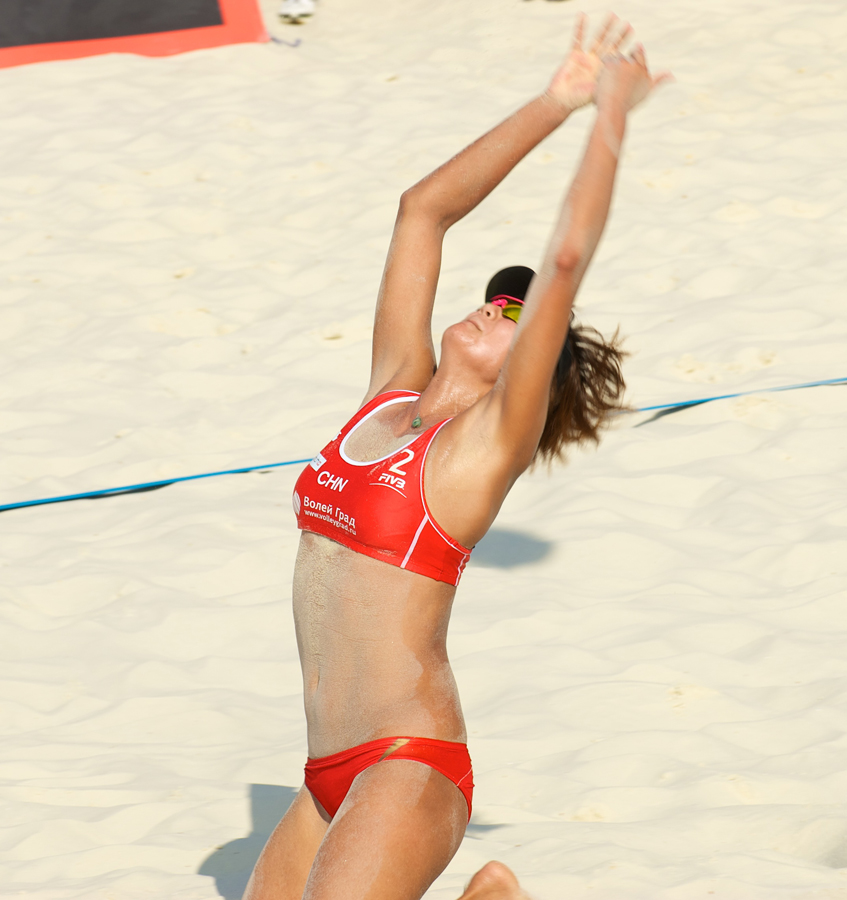
Xue in actie tijdens de Grand Slam in Moskou (2011)

Van 2010 tot en met 2013 vormde Xue weer een vast duo met Zhang. Ze deden het eerste jaar aan vijftien toernooien in de World Tour mee waarvan ze er drie wonnen (Moskou, Åland en Sanya). Daarnaast behaalde het tweetal drie tweede plaatsen (Stare Jabłonki, Kristiansand en Den Haag) en een derde plaats (Gstaad). In Guangzhou wisten Xue en Zhang hun titel bij de Aziatische Spelen te prolongeren tegen hun landgenoten Huang Ying en Yue Yuan. Bovendien werden ze opnieuw Aziatisch kampioen door het Kazachse duo Tatjana Masjkova en Irina Tsymbalova in de finale te verslaan. Het jaar daarop werd het duo ten koste van het Tsjechische tweetal Hana Klapalová en Lenka Hajecková derde bij de WK in Rome, nadat het in de halve finale was uitgeschakeld door Walsh en May-Treanor. In de World Tour speelden ze verder veertien wedstrijden met onder meer twee overwinningen (Åland en Phuket), drie tweede plaatsen (Sanya, Gstaad en Klagenfurt) en een derde plaats (Moskou) als resultaat. In Haikou prolongeerden Xue en Zhang hun Aziatische titel tegen hun landgenoten Zhang Changning en Ma Yuanyuan.
In 2012 behaalde het tweetal enkel toptienplaatsen in de elf FIVB-toernooien waar ze aan deelnamen. In Brasilia, Shanghai en Moskou werd gewonnen en in Berlijn en Sanya eindigden ze respectievelijk op de tweede en derde plaats. Xue en Zhang hadden zich als tweede geplaatst voor de Olympische Spelen in Londen, maar eindigden uiteindelijk als vierde nadat ze eerst de halve finale verloren hadden van Walsh en May-Treanor en vervolgens de troostfinale van Larissa en Juliana. Ze wisten wel voor de vierde en laatste keer goud te winnen bij de Aziatische kampioenschappen. Het daaropvolgende jaar begonnen ze het World Tour-seizoen met een overwinning in Fuzhou en een vijfde plaats in Shanghai. In Stare Jabłonki wonnen ze vervolgens de wereldtitel door de Duitsers Karla Borger en Britta Büthe in de finale te verslaan. Na een overwinning in Gstaad staakte Zhang haar sportieve carrière, waarop Xue een duo vormde met Xia Xinyi.

### 2013 tot en met 2024
Xue en Xia speelden in 2013 nog drie toernooien waarvan ze er twee wonnen (Phuket en Durban). Het jaar daarop nam het duo deel aan acht wedstrijden in de World Tour. Ze eindigden tweemaal als derde (Fuzhou en Puerto Vallarta) en tweemaal als vijfde (Anapa en Moskou). Bovendien won het tweetal de bronzen medaille bij de AK in Jinjiang. In 2015 onderging Xue een rugoperatie en speelde het tweetal maar een wedstrijd in de World Tour. Het daaropvolgende jaar waren ze actief op acht FIVB-toernooien met een tweede plaats in Cincinnati als beste resultaat. Daarnaast werden Xue en Xia in Sydney Aziatisch kampioen ten koste van het Australische duo Mariafe Artacho en Nicole Laird. Gedurende 2017 was Xue actief met Wang Xinxin. Het duo speelde vijf reguliere toernooien in de World Tour met als beste resultaat een tweede plaats in Nantong. Bij de WK in Wenen bereikten Xue en Wang de zestiende finale waar ze verloren van het Amerikaanse duo Summer Ross en Brooke Sweat. Na afloop van de WK nam Xue een pauze van het beachvolleybal.
In het najaar van 2018 vormde Xue een team met Wang Fan. Ze speelden vier toernooien in de World Tour en behaalden daarbij een tweede (Zhongwei) en twee vijfde plaatsen (Qinzhou en Yangzhou). Daarnaast eindigden ze als tweede bij de Aziatische kampioenschappen in Satun achter het Australische duo Mariafe Artacho en Taliqua Clancy. Het jaar daarop vervolgde Xue haar sportieve carrière aan de zijde van Wang Xinxin. Het tweetal nam dat seizoen deel aan tien reguliere FIVB-toernooien met viermaal een negende plaats als beste resultaat. Bij de WK in Hamburg werden ze in de zestiende finale uitgeschakeld door het Braziliaanse duo Ana Patrícia Silva Ramos en Rebecca Silva; bij de Aziatische kampioenschappen in Maoming kwamen ze niet verder dan een vijfde plaats. Ze sloten het seizoen af met een drie-en-dertigste plaats bij de World Tour Finals in Rome en speelden in 2019 nog twee toernooien in het daaropvolgende seizoen van de mondiale competitie. Het jaar daarop eindigden ze bij de Aziatische kampioenschappen in Udon Thani opnieuw als vijfde. In 2021 namen Xue en Wang deel aan de Olympische Spelen in Tokio waarbij ze in de achtste finale werden uitgeschakeld door Artacho en Clancy.
Na een pauze van twee jaar keerde Xue in 2023 aan de zijde van Xia terug in het internationale beachvolleybal. Het duo won gelijk het Challenge-toernooi van Itapema door de Brazilianen Carol Solberg en Bárbara Seixas in de finale te verslaan. In de Beach Pro Tour – de opvolger van de World Tour – deden ze dat jaar mee aan acht andere toernooien. Bij de Elite16-toernooien van Montreal en João Pessoa wonnen ze een bronzen medaille en in Espinho eindigden ze als vierde. Bij de WK in Tlaxcala verloren ze in de achtste finale van de titelverdedigers Ana Patrícia en Duda Lisboa. In eigen land werd Xue voor de zesde keer Aziatisch kampioen en won ze met Xia de gouden medaille bij Aziatische Spelen ten koste van Sayaka Mizoe en Miki Ishii uit Japan. Het seizoen daarop namen Xue en Xia deel aan acht toernooien in de mondiale competitie. Ze behaalden de toernooizeges in Saquarema en Stare Jabłonki en bereikten de kwartfinales in Brasilia en Espinho. In Parijs deed het duo mee aan de Olympische Spelen, waar ze in de achtste finale werden uitgeschakeld door het Zwitserse tweetal Esmée Böbner en Zoé Vergé-Dépré. In november won Xue met Zeng Jinjin goud bij het Challenge-toernooi van Haikou en zilver bij de AK in Santa Rosa. Met Xia sloot ze het jaar af met een vierde plaats bij de Beach Pro Tour Finals in Doha.

## Palmares
Kampioenschappen
- 2006:  Aziatische Spelen
- 2007: 4e WK
- 2008:  OS
- 2009: 9e WK
- 2009:  AK
- 2010:  Aziatische Spelen
- 2010:  AK
- 2011:  WK
- 2011:  AK
- 2012: 4e OS
- 2012:  AK
- 2013:  WK
- 2014:  AK
- 2016:  AK
- 2018:  AK
- 2021: 9e OS
- 2023:  AK
- 2023: 9e WK
- 2023:  Aziatische Spelen
- 2024: 9e OS
- 2024:  AK

FIVB World Tour
- 2006:  Shanghai Open
- 2006:  Sint-Petersburg Open
- 2006:  Warschau Open
- 2006:  Phuket Open
- 2007:  Sentosa Open
- 2007:  Warschau Open
- 2007:  Montréal Open
- 2007:  Marseille Open
- 2007:  Kristiansand Open
- 2007:  Åland Open
- 2008:  Shanghai Open
- 2008:  Seoel Open
- 2008:  Osaka Open
- 2008:  Grand Slam Moskou
- 2008:  Grand Slam Gstaad
- 2010:  Grand Slam Moskou
- 2010:  Grand Slam Gstaad
- 2010:  Grand Slam Stare Jabłonki
- 2010:  Kristiansand Open
- 2010:  Åland Open
- 2010:  Den Haag Open

- 2010:  Sanya Open
- 2011:  Sanya Open
- 2011:  Grand Slam Gstaad
- 2011:  Grand Slam Moskou
- 2011:  Grand Slam Klagenfurt
- 2011:  Åland Open
- 2011:  Phuket Open
- 2012:  Brasilia Open
- 2012:  Sanya Open
- 2012:  Grand Slam Shanghai
- 2012:  Grand Slam Moskou
- 2012:  Grand Slam Berlijn
- 2013:  Fuzhou Open
- 2013:  Grand Slam Gstaad
- 2013:  Phuket Open
- 2013:  Durban Open
- 2014:  Fuzhou Open
- 2014:  Puerto Vallarta Open
- 2016:  Cincinnati Open
- 2017:  2* Nantong
- 2018:  2* Zhongwei

Beach Pro Tour
- 2023:  Itapema Challenge
- 2023:  Elite16 Montreal
- 2023:  Elite16 João Pessoa
- 2024:  Saquarema Challenge
- 2024:  Stare Jabłonki Challenge
- 2024:  Haikou Challenge